# Eugen Meindl
Eugen Albert Max Meindl (ur. 16 lipca 1892 w Donaueschingen, zm. 24 stycznia 1951 w Monachium) – niemiecki generał wojsk spadochronowych, uczestnik pierwszej i drugiej wojny światowej, odznaczony Krzyżem Rycerskim z Liśćmi Dębu i Mieczami.

## Życiorys
W lipcu 1912 roku wstąpił do służby wojskowej w pułku artylerii w Haguenau. W lutym 1914 został mianowany do stopnia porucznika. Walczył w artylerii, za zasługi na polu bitwy był odznaczony Krzyżem Żelaznym obu stopni i trzema innymi medalami. Po zakończeniu I wojny światowej nadal służył w Reichswerze, w artylerii. 1 sierpnia 1924 roku awansowany do stopnia kapitana. Do wybuchu II wojny światowej był dowódcą 112 pułku artylerii górskiej w Grazu w stopniu pułkownika.

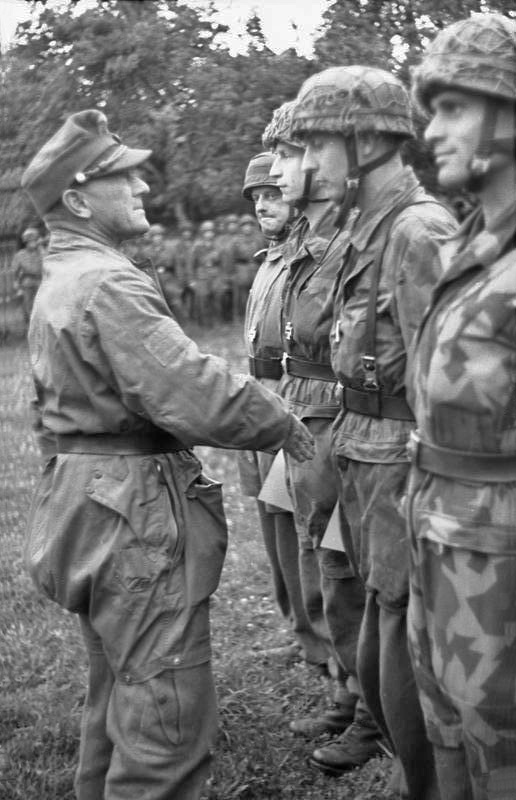
Generał Eugen Meindl dekoruje spadochroniarzy 21 czerwca 1944

Brał udział w napaści na Polskę i Norwegię. W sierpniu 1940 został przeniesiony do wojsk powietrznodesantowych, został dowódcą 1 pułku szturmowo - spadochronowego. W maju 1941 roku uczestniczył w desancie na Kretę, za co został odznaczony Krzyżem Rycerskim. Został ciężko ranny i przebywał w szpitalu.
Od lutego 1942 był na froncie wschodnim dowódcą dywizji "Meindl" (później przemianowanej na 21 Dywizję Polową Luftwaffe (21. Luftwaffen-Felddivision)), w stopniu generała majora. Walczył w rejonie Stara Russa, Demiańsk, Chołm. 27 sierpnia 1942 roku został odznaczony Złotym Niemieckim Krzyżem (Deutsches Kreuz in Gold).
Od 1 października 1942 był dowódcą XIII Korpusu Lotniczego, w stopniu (od lutego 1943) generała porucznika. Od lipca do października 1943 pełnił funkcję inspektora sił polowych Luftwaffe (Inspekteur der Luftwaffen-Inspektion 18 „Lw.-Feldverbände“).
W listopadzie 1943 został dowódcą II Korpusu Spadochronowego (w Normandii). W kwietniu 1944 został mianowany generałem wojsk spadochronowych. Podczas walk w Normandii w sierpniu 1944 roku otrzymał Liście Dębu do Krzyża Rycerskiego.
Pod koniec 1944 i na początku 1945 walczył w Holandii nad Dolnym Renem. 8 maja 1945 został nagrodzony mieczami do Krzyża Rycerskiego z liśćmi dębowymi.
25 maja 1945 został wzięty do niewoli brytyjskiej, skąd został zwolniony we wrześniu 1947.

## Odznaczenia
- Krzyżem Rycerskim z Liśćmi Dębu i Mieczami
- Krzyż Żelazny I klasy[1] z ponownym nadaniem w 1939
- Krzyż Żelazny II klasy[1] z ponownym nadaniem w 1939
- Kawaler II klasy Orderu Alberta z mieczami (Saksonia)[1]
- Kawaler II klasy Orderu Lwa Zeryngeńskiego z mieczami (Badenia)[1]
- Krzyż Zasługi Wojskowej III klasy z dekoracją wojenną (Autrso-Węgry)[1]
- Order Półksiężyca (Imperium Osmańskie)[1]